# Dir En Grey
Dir En Grey es una banda japonesa de metal experimental formada en 1997 que actualmente pertenece a la discográfica Firewall Div., una subdivisión de Free-Will. La alineación conformada por los guitarristas Kaoru y Die, el vocalista Kyo, el baterista Shinya y el bajista Toshiya ha permanecido constante a lo largo de los años, lanzando once álbumes de estudio. Sus numerosos cambios estilísticos han hecho difícil el lograr determinar el género de su música, aunque por lo regular es considerada una forma de metal. Originándose como una banda de visual kei, los miembros en algún momento optaron por la implementación de atuendos menos excéntricos, conservando, aun así, la imagen dramática en los escenarios.

## Historia

### 1994-1997: pre-DIR EN GREY
Las raíces de DIR EN GREY se remontan con la banda independiente La:Sadie's, que incluía a 4 de los actuales integrantes de la banda. Después de disolverse la agrupación y de la marcha del bajista Kisaki. Kyō, Kaoru, Die y Shinya reclutaron a Toshiya tras un concierto en Nagano, pero acabaría por pasar a ser el nuevo bajista de la banda que en su momento se llamaría Deathmask, nombre el cual fue cambiado "Dir en grey" tras un concierto en Nagano el 2 de febrero de 1997. De acuerdo con el guitarrista Kaoru, el nombre de "Dir en grey" fue elegido porque "sonaba bien", y está compuesto de palabras de 3 idiomas: alemán, francés e inglés, respectivamente. Aunque lo más probable es que el nombre fuera tomado de "Dir en Gray", una canción del primer demo de LAREINE.

### 1997-2000: primeros años,MISSA,GAUZEyMACABRE
Un par de meses después de la formación, la banda lanzó un EP llamado MISSA, dando así sus primeros conciertos junto a otras canciones, algunas lanzadas en VHS otros meses más tarde o en álbumes futuros, otras nunca grabadas. En 1998 se convirtieron en la primera banda japonesa independiente que llegara a las listas del Oricon, después del lanzamiento de sus primeros sencillos JEALOUS e -I'll-. Esto llamó la atención de Yoshiki, baterista de X Japan, quien produjo los sencillos "-Zan-", "Yurameki", "Akuro no oka", "Cage" y "Yokan" pertenecientes a su posterior álbum GAUZE, lanzado en el primer semestre de 1999. Largas giras siguieron al lanzamiento del disco, uno de estos (filmado en el Osaka-jō Hall) se convirtió en una de sus primeras presentaciones grabadas para VHS y DVD.
En el 2000, siguieron con lanzamientos de sencillos con buena recepción del público japonés, además de lanzar su tercer álbum "MACABRE" marcando un toque más agresivo por parte de la banda. Desde la llegada de "MACABRE" la banda poco a poco abandonó el estilo estético característico del visual-kei, dejando de lado peinados extravagantes, vestimentas con estilo antiguo y maquillaje en exceso, manteniendo solo peinados meramente producidos y maquillaje más suave.

### 2001-2004:Kisou, six UglyyVULGAR
El año 2001, y después de que Kyo sufriera un accidente durante su último tour, la banda lanzó el sencillo "ain't afraid to die", siendo un sencillo que no apareció en su siguiente álbum "鬼葬" (Kisou) del año 2002, el cual incluía otros 3 sencillos anteriores, además de tener otro salto ligero más en la agresividad de la música pero sin dejar ciertas melodías características de la banda que aun mantienen hoy en día. Meses más tarde lanzaron otro sencillo llamado "Child prey" simultáneamente con un segundo EP llamado "six Ugly" el cual dio a la banda un gran salto musical fuera de lo que ya eran conocidos en Japón y parte de Asia. Child prey sería el tema del segundo opening del anime Baki the Grappler, así como el comienzo de un cuarto álbum (sexto, contando los EP) llamado VULGAR.
"VULGAR" fue lanzado el año 2003 incluyendo 3 sencillos anteriormente lanzados. Este álbum, musicalmente, fue algo parecido a lo que fue "six Ugly". Al año siguiente, la banda lanzaría otro sencillo llamado "THE FINAL", uno de los más reconocidos a nivel mundial hoy en día, el cual sería el primer sencillo de un nuevo álbum, Withering to death..

### 2005-2007: el inicio de las giras fuera de Asia, Withering to death.
DIR EN GREY junto con X Japan ha sido de las pocas bandas japonesas que, habiendo pertenecido al esquema glam impuesto en Japón, ha logrado salir de él aclamados por su música. Consolidación de esto, giras como la Family Values de Korn y la invitación de sus amigos Deftones a participar en giras con ellos, ganándose el respeto del público fiel a esta corriente musical.

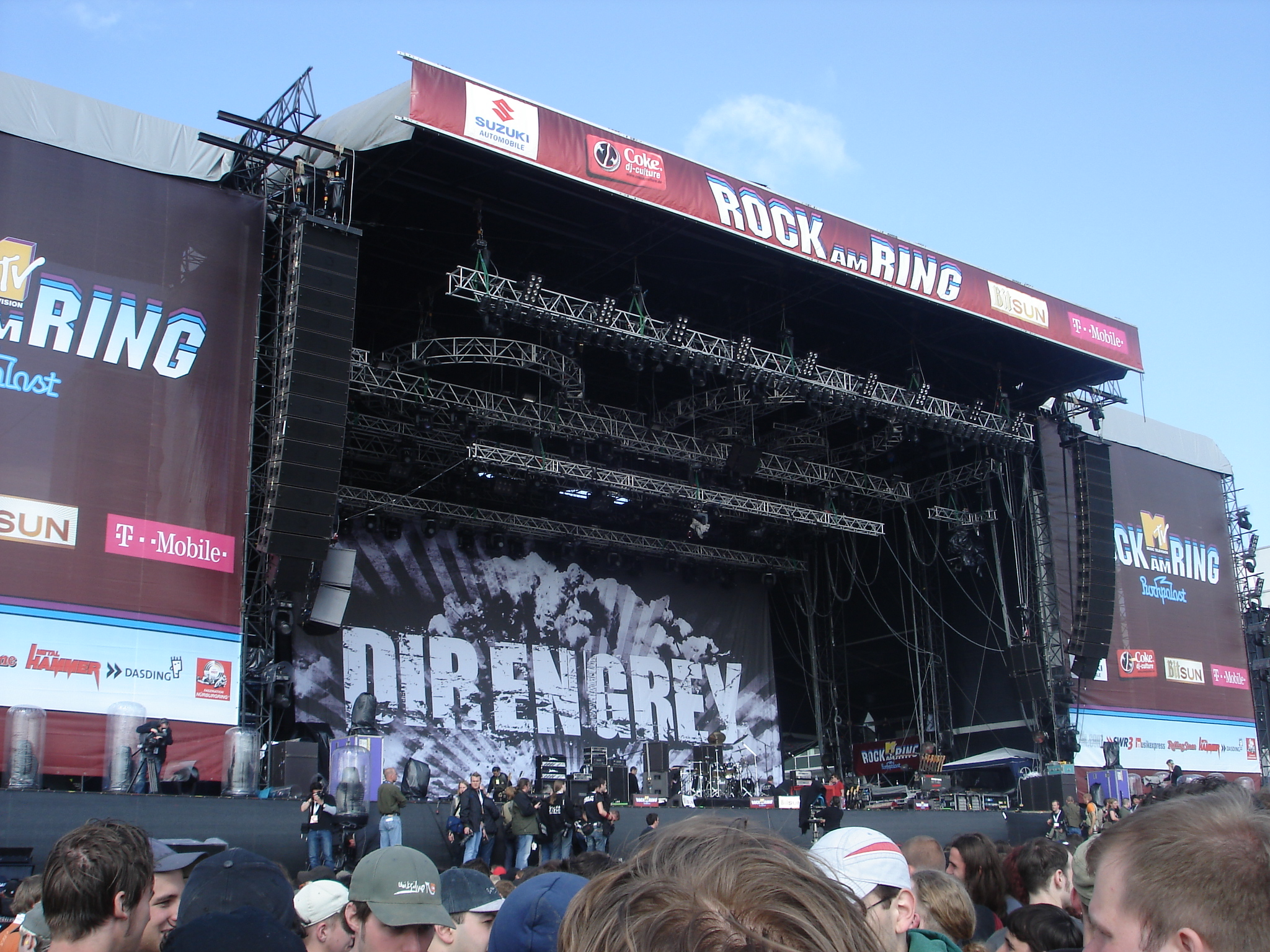
DIR EN GREY en el Rock am Ring el año 2006.

En 2005, la banda tocó por primera vez en Europa. Sus conciertos en Berlín y París (como parte de su tour "It Withers and Withers") se vendió en su totalidad sin ninguna especie de publicidad, exceptuando por tiendas de discos extranjeras y por Internet. La banda también se presentó en dos importantes festivales, el Rock am Ring y el Rock im Park.
Estos eventos, aparentemente, rompieron con la rutina de la banda en vivo. Ellos no habían tocado junto con otras bandas desde que firmaron con una discográfica mayor, pero después de los festivales, DIR EN GREY tuvo a la banda francesa, Eths como teloneros en su show en París. Después, en ese mismo año, invitaron a Wednesday 13 y su banda para que tocaran en un show en Japón. La banda también se presentó en la parte japonesa del tour "Taste of Chaos".
En el 2005 lanzaron su quinto álbum (séptimo, contando los EP) en Japón y por primera vez en Europa, "Withering to death.", que finalmente se posicionó en el lugar #31 en las listas Finlandesas. (La primera vez que DIR EN GREY llegó a posicionarse en una lista fuera de Asia). Su subsecuente sencillo, CLEVER SLEAZOID alcanzó el lugar #15 en las listas de sencillos en el mismo país.
A principios del 2006, le siguieron los primeros conciertos en los Estados Unidos. Se presentaron en Austin, Texas (SXSW06), en Nueva York (Avalon Club) y en Los Ángeles (Wiltern Theater). Todas las fechas se vendieron en poco tiempo, y la audiencia estaba comprendida de gente de varios países. Después le siguieron el lanzamiento en América de su álbum Withering to death., el cual incluye un DVD, además del lanzamiento en DVD de Tour05 It Withers and Withers.
En 2006, DIR EN GREY tocó en más shows en Europa y pronto se unió a Korn, Deftones y otras bandas en el Family Values Tour 2006. También programaron el tour en Estados Unidos y Canadá para los inicios del 2007 como parte de su tour "Inward Scream".

### 2007-2008:THE MARROW OF A BONEyDECADE
En febrero de 2007, DIR EN GREY hizo su primera gira siendo cabeza de cartel en un tour por América del Norte, visitando a dieciséis ciudades, mientras que su sexto álbum (octavo, contando los EP), THE MARROW OF A BONE, salió a la venta el 7 de febrero en Japón, y en los Estados Unidos y Europa en los siguientes meses. Este álbum marco un antes y un después en la banda, dejando casi por completo de lado la parte melódica de su música, teniendo un par de excepciones en el álbum.
De mayo a julio, el grupo abrió durante una gira por Estados Unidos a Deftones y después hizo otra gira por Europa, que incluyó su primera muestra en Dinamarca, Finlandia, Polonia, Suecia y el Reino Unido, así como varias actuaciones del festival en todo el continente, Entre ellos el Ankkarock, M'era, Luna Festival y Wacken Open Air.
El grupo hizo otra gira internacional en septiembre, con el título de un nuevo sencillo "DOZING GREEN", comenzando en Japón, y continuando en Europa, incluyendo su primera actuación en los Países Bajos y Suiza. A fines de noviembre, DIR EN GREY abrió dos conciertos de Linkin Park en el Saitama Super Arena, y en diciembre realizó otra gira por Japón con 10 Years como teloneros. Para conmemorar el décimo aniversario de DIR EN GREY, fueron lanzados el 19 de diciembre de 2007, dos álbumes recopilatorios, titulados "DECADE 1998-2002" y "DECADE 2003-2007".

### 2008-2010:UROBOROS
A principios de 2008, DIR EN GREY anunció planes para comenzar a grabar un nuevo álbum de estudio. Su primera gira del año, en mayo, fue otra gira por Japón con una celebración de tres espectáculos en Shinkiba Studio Coast, titulado "Death Over Blindness". Entre esta gira, DIR EN GREY hizo un concierto de dos noches en el Hide Memorial Summit el 4 de mayo, junto a X Japan, Luna Sea entre otros. Una segunda gira japonesa, titulada Tour 08 The Rose Trims Again hecha el 10 de septiembre comenzó el mismo día que el lanzamiento de su sencillo "GLASS SKIN"

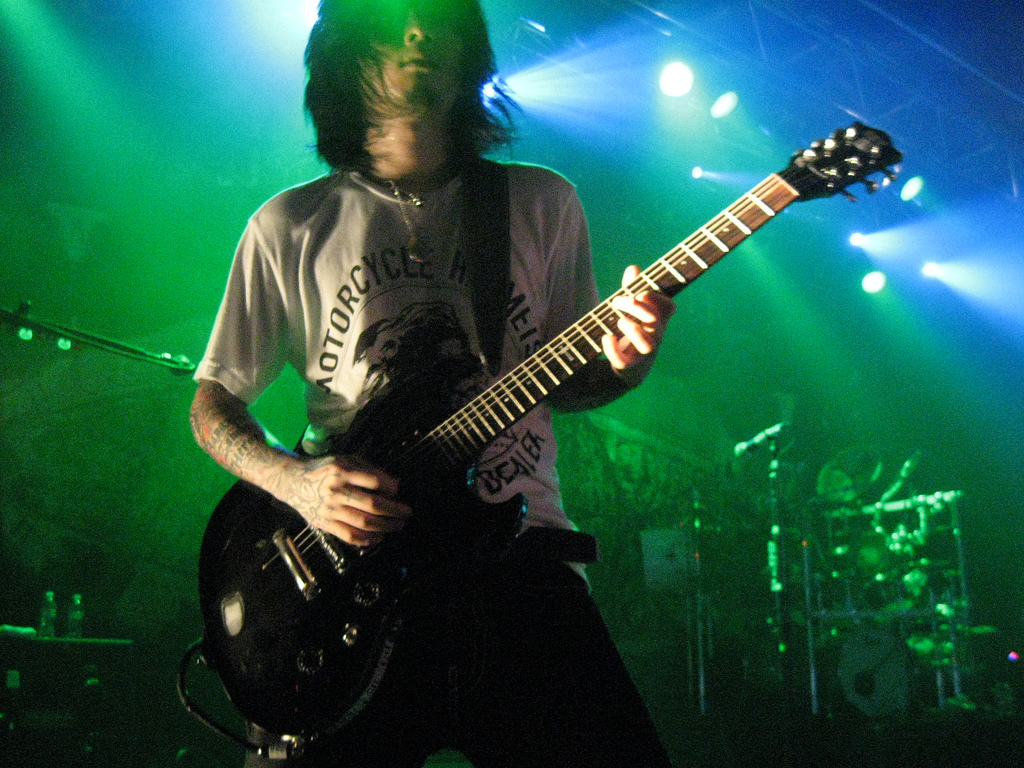
Kaoru en un concierto el 2008

El 1 de agosto, la banda anunció el lanzamiento de su séptimo álbum (noveno, contando los EP), UROBOROS, que fue lanzado el 11 de noviembre de 2008 en los Estados Unidos y 12 de noviembre en Japón. La banda también recorrió los Estados Unidos y Canadá promocionando el álbum con las fechas previstas para noviembre y diciembre con un intro de apertura llamado The Human Abstract. Más giras que incluyeron una serie de cuatro conciertos titulado "Bajra" y un espectáculo único el 29 de diciembre, bajo el nombre de "UROBOROS -breathing-", en el famoso Salón de Osaka-jo en donde Dir En Grey no había tocado desde el 18 de diciembre de 1999 (como se ve en 18/12/1999 Osakajo Hall).
A partir de 2009, la banda hizo su primera gira completa por Reino Unido e Irlanda con Kerrang!'s "Relentless Tour '09", junto a Mindless Self Indulgence, Bring Me The Horizon, Black Tide e In Case Of Fire. En febrero, la banda anunció la publicación de un nuevo DVD en vivo, Tour 08 The Rose Trims Again, así como también cambiando su productora europea a la recién fundada Okami Records, una productora hermana de su representación antigua, Gan-Shin.
Durante la primavera de 2009, la banda comenzó a promover de lleno su álbum "UROBOROS" con una serie de giras a nivel nacional, bajo el título "Tour 09 Feast of V Senses". El tour fue interrumpido brevemente con las fechas de Sapporo y Sendai, con un anuncio en la página web oficial de la banda, explicando que Kyo había sido diagnosticado con edema de la laringe, y sería necesario el aplazamiento de tres espectáculos, que fueron reprogramados para principios de mayo.

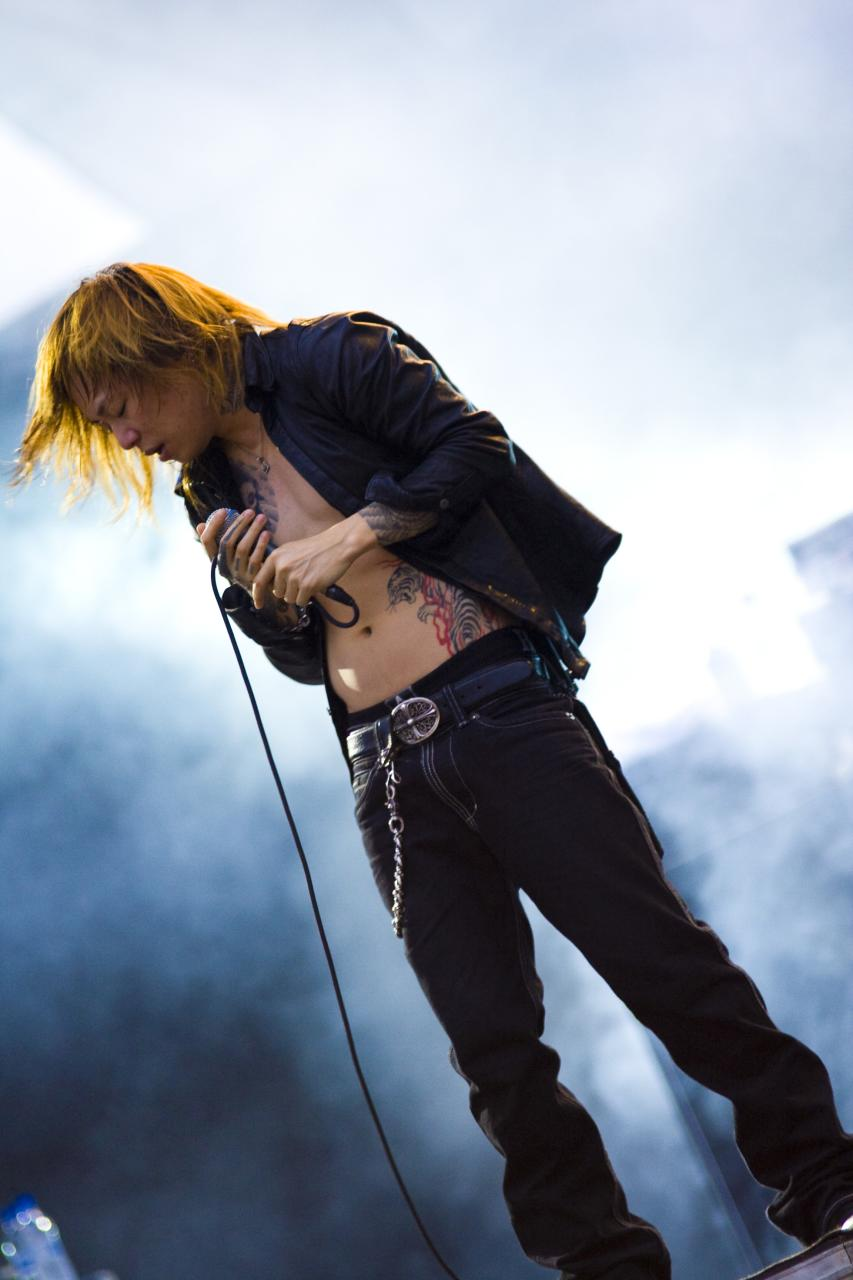
Kyo en un concierto en Brasil 2009

DIR EN GREY continuó su gira por Europa "Tour 09 Feast of V Senses", con una mezcla de actuaciones del festival, como cabeza de cartel en otros concierto. Las actuaciones en festivales incluyen tres apariciones en el Rock am Ring y Rock im Park, así como sus primeros conciertos en el Download Festival, Rock Nova y Metaltown. Entre los shows como cabeza de cartel, DIR EN GREY también realizó conciertos debut en Italia y la República Checa.
El Tour "All Visible Things", gira que los llevó por América del Norte y, por primera vez, a América del Sur finalizó con 3 conciertos titulados "Dorje". A finales del 2009, DIR EN GREY lanzó un nuevo sencillo llamado "Hageshisa To, Kono Mune no Naka de Karamitsuita Shakunetsu no Yami". El sencillo fue lanzado el 2 de diciembre de 2009 y llegó al puesto número 2 en el gráfico semanal Oricon. La posición más alta hasta la fecha para la banda. Este sencillo, sin saberse en su momento, fue el inicio de "DUM SPIRO SPERO".
Finalmente terminó su larga gira central de "UROBOROS" haciendo dos actuaciones en el Nippon Budokan Hall titulado "UROBOROS -with the proof in the name of living...-", donde las entradas se agotaron en 15 minutos.
La Banda anuncio el 7 de abril de 2010, que iba a volver al Reino Unido en agosto como cabeza de cartel para el Festival Sonisphere en Knebworth, tocando en un concierto encabezado por Iron Maiden y Rammstein. Según la web del festival, esta será su única actuación del festival Reino Unido este año. En cuanto al anuncio, Kaoru (en la página web Sonisphere UK) es citado diciendo: "Yo nunca hubiera pensado que íbamos a tocar en un festival de este calibre! Es como un sueño hecho realidad estar tocando con tan grandes bandas en el Sonisphere. Aunque no estamos de vuelta en el Reino Unido para una gira, quería tocar este festival para dar algo a los fanes que se sintieron decepcionados el año pasado por nuestro tour final cancelado en Londres. Estábamos muy desanimados al no haber podido tocar y esperamos dar un gran espectáculo para todos nuestros fanes. También vamos a pensar en algo especial para este espectáculo como una manera de mostrarles nuestro agradecimiento por la espera de que regresamos. Como en cualquier festival, estamos muy contentos de tocar para la gente que nunca nos han visto antes, y espero que sean capaces de disfrutar de nuestro show con nuestra puesta en escena única. Va a ser algo que nunca has visto antes! Será absolutamente gratificante para nosotros el simplemente disfrutar de nuestro rendimiento.
El 28 de abril de 2010 se anunció que DIR EN GREY también tocaría un día exclusivo en Koko Club de Londres el 3 de agosto de 2010 como parte de "The Unwavering Fact of Tomorrow Tour 2010". El guitarrista Kaoru comenta: "Ha sido un tiempo desde nuestro show titular por última vez en Londres, así que pueden esperar todo lo que quieran, Estamos deseando ver a nuestros fans en el Reino Unido de nuevo y espero ver algunas caras nuevas que no vimos en el Kerrang! Tour. Van a disfrutar de un espectáculo que sólo se puede experimentar en nuestros shows oficiales!" DIR EN GREY anunció más tarde, que también harián su debut en actuaciones en Rusia mediante la adición de un show en Moscú, en Tochka Club el 5 de agosto y un show en San Petersburgo en Glav Club el 6 de agosto. La banda estuvo de gira por América del Norte en un tour coprotagonizado con la banda finlandesa Apocalyptica, quienes promocionaron su séptimo álbum "Symphony" con una interpretaciòn especial de Kyo en la canción "Bring Them To Light", una de las pistas del antes mencionado disco.
La banda anuncia un nuevo sencillo, LOTUS.

### 2011-2014:DUM SPIRO SPEROyTHE UNRAVELING
Apenas el año 2011 llevaba casi cuatro semanas, cuando el sencillo LOTUS nace, reanimando los lanzamientos de nueva música por parte de la banda. Meses más tarde tuvo llegada el sencillo DIFFERENT SENSE. Su octavo álbum (décimo, contando los EP), DUM SPIRO SPERO, fue lanzado el 3 de agosto de 2011. El álbum fue promocionado por todo el mundo nuevamente al igual que UROBOROS, pero no por mucho tiempo.
Para el año 2012 la banda relanzó su disco UROBOROS remasterizado titulado "UROBOROS [Remastered & Expanded]" Una versión remasterizada de su álbum de 2008 que contiene 14 temas. El álbum trae una versión extendida de "SA BIR" que solo había sido escuchada en vivo, también una versión exclusiva de "BUGABOO", llamada "BUGABOO RESPIRA" que anteriormente solo estaba disponible en el primer lanzamiento del disco UROBOROS. "DOZING GREEN" y "GLASS SKIN" incluidas en solo su versión japonesa e "HYDRA -666-" canción que fue lanzada en el sencillo "DOZING GREEN". Esta remasterización trae el regreso del ingeniero de sonido Tue Madsen que trabajó en el último disco de la banda, DUM SPIRO SPERO.
Kyo se enferma en nuevamente de sus cuerdas vocales, por lo cual la banda queda inactiva durante largos meses, lo cual no perjudicó un trabajo en estudio por parte de la banda.
El 3 de agosto del 2012 la banda en su página oficial publicó el anuncio de un nuevo lanzamiento, un nuevo sencillo que más adelante se daría su nombre, "Rinkaku". Este sencillo fue lanzado finalmente el día 19 de diciembre, incluyendo este una nueva versión de "Kiri to Mayu", una canción lanzada en su primer EP "MISSA".
El 25 de diciembre de 2012, la banda, nuevamente y a solo días de su último lanzamiento, publicó en su página oficial el anuncio de un tercer EP (y undécimo álbum) llamado "THE UNRAVELING" que fue lanzado el 3 de abril de 2013. Este EP ha sido un proyecto ambicioso de la banda, ya que su gran mayoría de las canciones incluidas, son regrabaciones de antiguas canciones de la banda que van desde el año 1998 hasta 2005, teniendo solo una original. La banda ha pasado, desde el año 2007 en su sencillo DOZING GREEN, regrabando o rehaciendo canciones antiguas de la banda incluyéndolas como segunda pista de cada sencillo lanzado. Se cree que este álbum fue siendo creado durante el tiempo que Kyo estuvo enfermo el año 2012.
Pasado tiempo desde el EP THE UNRAVELING, el día 18 de septiembre del presente año, la banda anuncio un nuevo lanzamiento para enero del año 2014, un nuevo sencillo llamado "SUSTAIN THE UNTRUTH". El día 16 de octubre se reveló que su lanzamiento es el día 22 de enero del 2014, conteniendo como segunda pista "Ruten No Tou (Acoustic Ver.)" (la cual es una regrabación acústica de "Ruten No Tou", diferenciándose de "Ruten No Tou (Unplugged Ver.)) y tercera "Gaika, Chinmoku Ga Nemuru Koro [LIVE]", lanzadas en DUM SPIRO SPERO y UROBOROS, respectivamente.
Desde que fue lanzado DUM SPIRO SPERO, la banda ha realizado diversos tours a lo largo del planeta, centrándose principalmente en Japón y Europa, los cuales fueron resumidos en DVD para el público general. Durante estos tours, fueron lanzados Rinkaku, THE UNRAVELING y SUSTAIN THE UNTRUTH, los cuales fueron incluidos en sus espectáculos. Finalmente, todo esto terminó el 8 y 9 de marzo, días en los que se dieron como shows finales, los cuales fueron publicados de un nuevo DVD.

### 2014:ARCHE
El 9 de marzo se dio a conocer que la banda está realizando un nuevo álbum el cual será llamado "ARCHE", "origen" en griego. Fue lanzado el 10 de diciembre de 2014 y seguido de esto la banda comenzó una gira en Japón, titulada ¨TOUR14-15 BY THE GRACE OF GOD¨.
Este año, la banda también ha dado una serie de conciertos en Japón centrándose en su álbum "GAUZE", el cual cumplió 15 años.

### 2018:The insulated world
The Insulated World es el décimo álbum de estudio de la banda, lanzado el 26 de septiembre de 2018, este álbum vino seguido de distintos conciertos denominados mode of donde se tocaban todos los álbumes completos de la banda.

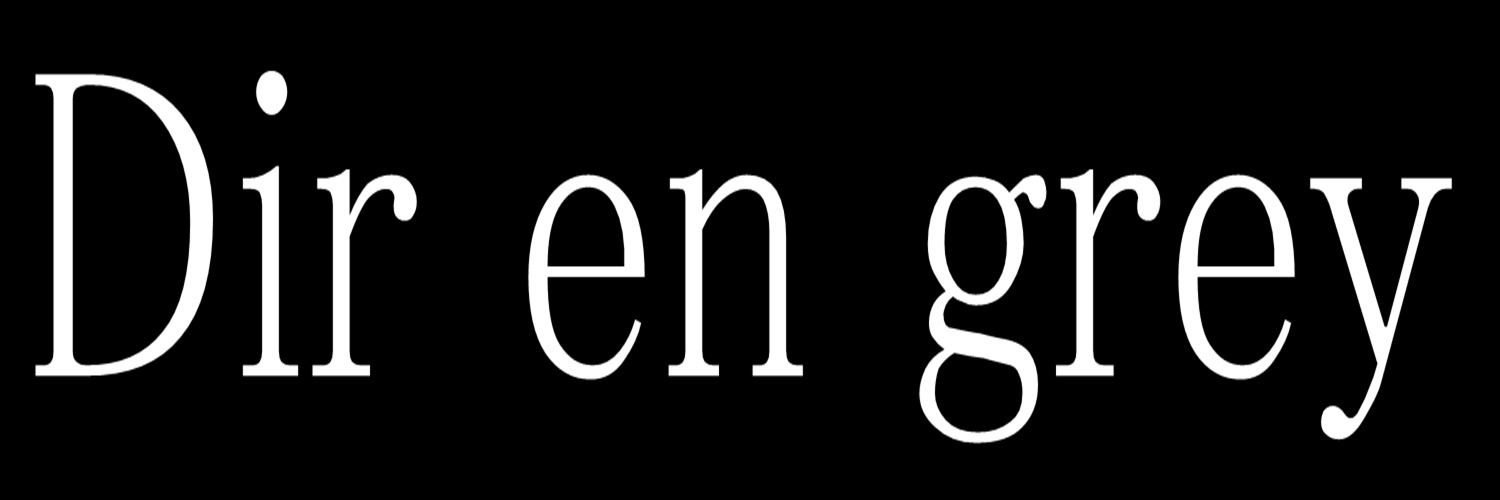
Antigua estilización

## Miembros
Tres de los miembros del grupo desean ser nombrados con un nombre artístico y otros dos de ellos prefieren su nombre real.
- "Kyo" - Vocalista
- "Kaoru" - Guitarrista
- "Die" - Guitarrista
- "Toshiya - Bajista
- "Shinya - Batería

## Discografía

### Sencillos
| Año  | Título                                                              |
| ---- | ------------------------------------------------------------------- |
| 1998 | JEALOUS                                                             |
| 1998 | -I'll-                                                              |
| 1999 | Akuro no Oka                                                        |
| 1999 | Yurameki                                                            |
| 1999 | -ZAN-                                                               |
| 1999 | Cage                                                                |
| 1999 | Yokan                                                               |
| 2000 | Myaku                                                               |
| 2000 | 【KR】cube                                                          |
| 2000 | Taiyou no ao                                                        |
| 2001 | ain't afraid to die                                                 |
| 2001 | FILTH                                                               |
| 2001 | JESSICA                                                             |
| 2001 | embryo                                                              |
| 2002 | Child prey                                                          |
| 2003 | DRAIN AWAY                                                          |
| 2003 | Kasumi                                                              |
| 2004 | THE FINAL                                                           |
| 2004 | -saku-                                                              |
| 2005 | CLEVER SLEAZOID                                                     |
| 2006 | Ryoujoku no Ame                                                     |
| 2006 | Agitated Screams of Maggots                                         |
| 2007 | DOZING GREEN                                                        |
| 2008 | GLASS SKIN                                                          |
| 2009 | Hageshisa To, Kono Mune no Naka de Karamitsui ta Shakunetsu no Yami |
| 2011 | LOTUS                                                               |
| 2011 | DIFFERENT SENSE                                                     |
| 2012 | Rinkaku                                                             |
| 2014 | SUSTAIN THE UNTRUTH                                                 |
| 2016 | Utafumi                                                             |
| 2018 | Ningen o Kaburu                                                     |
| 2019 | The World of Mercy                                                  |
| 2020 | Ochita Koto no Aru Sora                                             |
| 2021 | Oboro                                                               |
| 2024 | 19990120                                                            |
| 2024 | The Devil In Me                                                     |

### Álbumes
| Año  | Título                                     |
| ---- | ------------------------------------------ |
| 1997 | MISSA                                      |
| 1999 | GAUZE                                      |
| 2000 | MACABRE                                    |
| 2002 | 鬼葬 (Kisou)                               |
| 2002 | six Ugly                                   |
| 2003 | VULGAR                                     |
| 2005 | Withering to death.                        |
| 2007 | THE MARROW OF A BONE                       |
| 2007 | DECADE 1998-2002 (Álbum Recopilatorio)     |
| 2007 | DECADE 2003-2007 (Álbum Recopilatorio)     |
| 2008 | UROBOROS                                   |
| 2011 | DUM SPIRO SPERO                            |
| 2012 | UROBOROS [Remastered & Expanded]           |
| 2013 | THE UNRAVELING                             |
| 2014 | ARCHE                                      |
| 2018 | VESTIGE OF SCRATCHES (Álbum Recopilatorio) |
| 2018 | The Insulated World                        |
| 2022 | PHALARIS                                   |